# Nominator (Logik)
Ein Nominator (m., von lateinisch nominare ‚benennen‘), auch singulärer Term oder Eigenname ist in der Sprachphilosophie und in der Prädikatenlogik ein Ausdruck, der genau einen Gegenstand bezeichnet. So bezeichnet beispielsweise der Ausdruck „1“ genau einen Gegenstand, die Zahl 1. Im Unterschied dazu ist ein Prädikat bzw. ein Prädikator, Begriffswort oder genereller Term ein Ausdruck, der für einen Begriff steht, unter den mehrere Gegenstände (oder auch keiner) fallen können. Ein Beispiel wäre der Begriff „Mensch“, unter den mehrere Menschen fallen.
Der Eigenname oder Name im traditionellen, sprachwissenschaftlichen Sinn bezeichnet einerseits nicht immer nur einen Gegenstand (Bsp.: Müller, Meier usw.), er ist also zu weit, umfasst andererseits aber auch nicht alle Nominatoren wie z. B. die Kennzeichnungen, ist also auch zu eng. In der Logik wird daher das Kunstwort singulärer Term bevorzugt, in der Sprachphilosophie spricht man von Eigennamen, allerdings in einem eingeschränkten, technischen Sinne. Die Bezeichnungen Nominator und Prädikator sind vor allem im Umfeld des Erlanger Konstruktivismus gebräuchlich.

## Beispiele
In dem Satz „Peter ist glücklich“ ist „Peter“ ein Nominator, dem ihm entsprechenden Gegenstand, Peter selbst, wird (vermittels des Prädikators „ist glücklich“) die Eigenschaft zugesprochen, glücklich zu sein.
Ein Nominator kann in unterschiedlicher Gestalt auftreten:
- als Eigenname („Peter“) bzw. als Individuenkonstante (formal meist durch Kleinbuchstaben dargestellt: „a“, „b“ usw.)
- als Indikator oder deiktischer Verweis („dieser Stuhl hier“)
- als Kennzeichnung („der gegenwärtig amtierende Bundeskanzler“).
- als Funktionsausdruck, d. h. als Anwendung eines Funktors auf seinerseits einen Nominator („der Vater von Hans“, Anwendung von „der Vater von …“ auf „Hans“).
- als Klassenausdruck also als Anwendung des Klassenabstraktors auf einen „offenen Satz“, d. h. einen Satz mit freien Variablen („die Klasse der Menschen“, formal {x|x ist ein Mensch}).

Allen diesen Ausdrücken ist gemeinsam, dass sie genau einen Gegenstand (seien sie konkret wie Menschen, Stühle oder abstrakt wie Klassen) bezeichnen. (Bei den Kennzeichnungsausdrücken ist diese „Eindeutigkeitsbedingung“ allerdings nicht immer erfüllt, mit diesem Problem befassen sich die sogenannten Kennzeichnungstheorien, siehe dazu den Artikel Kennzeichnung.)

## Geschichte
Den Unterschied zwischen generellen und singulären Termen (Termini) kannte schon die traditionelle Logik, allerdings spielte sie dort eine geringere Rolle, da in der Syllogistik Aussagen über einzelne Individuen behandelt wurden wie Allaussagen (d. h. „Sokrates ist ein Mensch“ wurde behandelt wie „alle Griechen sind Menschen“).
Gottlob Frege, der Begründer der modernen Logik, unterschied (u. a. in seinem Aufsatz Funktion und Begriff) zwischen gesättigten und ungesättigten Ausdrücken. Eigennamen waren für ihn gesättigt, löst man aus einer Aussage, z. B. „Peter ist glücklich“, einen Eigennamen heraus, erhält man einen ungesättigten Ausdruck, „… ist glücklich“, der nach Frege einen Begriff bezeichnet, und mit heutiger Terminologie als Prädikat bzw. Prädikator bezeichnet würde.
Gesättigte Ausdrücke, also die Nominatoren, haben nach Frege immer ein Denotat, d. h. einen Gegenstand, den sie bezeichnen. Da ganze Aussagen ebenfalls gesättigt sind, müssen sie auch einen Gegenstand bezeichnen, bei Frege ist dies der Wahrheitswert.
Neben dem Denotat haben Eigennamen bei Frege auch einen Sinn, den er mit der Art des Gegebenseins des Gegenstands identifizierte. So ist die Zahl 3 in dem Ausdruck „2 + 1“ anders gegeben als in dem Ausdruck „4 − 1“. Dagegen schreibt Carnap später singulären Termen Individualbegriffe als Intension zu.
In der Weiterentwicklung der formalen Logik, etwa bei David Hilbert, wurde der Unterschied zwischen gesättigten und ungesättigten Ausdrücken zum Teil aufgegeben, und die Terme mit ihrer funktionalen Rolle im formalen Kalkül identifiziert (siehe auch Formale Grammatik).
Die Frage, wie die Bedeutung von Eigennamen fixiert wird, wie also sichergestellt werden kann, dass sie auf genau einen Gegenstand verweisen, ist ein Thema in der zeitgenössischen Sprachphilosophie, etwa bei Donald Davidson, Ruth Barcan Marcus oder Saul Kripke (insbesondere in seinem Werk Name und Notwendigkeit).